# Паульсен, Йоханнес Карл
Йоханнес Карл Паульсен (эст. Johannes Carl Paulsen; 13 февраля 1879, Кременчуг — 17 ноября 1945, Любек) — эстонский скрипач, дирижёр и музыкальный педагог.

## Биография
С шести лет жил в Ревеле, окончил здесь гимназию. Затем окончил Московскую консерваторию по классу скрипки Ивана Гржимали, учился также у Сергея Танеева. В 1905—1914 гг. гастролировал в разных странах как солист и в составе квартета, в 1912—1914 гг. изучал дирижирование в Вене. 
В 1914 г. вернулся в Ревель, до 1936 г. возглавлял Таллинский камерный оркестр. Преподавал в Таллинской консерватории со дня её создания в 1919 г., с 1925 г. профессор. Среди его учеников — Роман Матсов, Владимир Алумяэ и другие.
В 1939 г. Паульсен с семьёй эмигрировал (репатриироваля) в Германию.

## Награды
- Орден Белой звезды 3-й степени (1939).